# Ombofjorden
Ombofjorden er en fjordarm af Jelsafjorden og Boknafjorden i Hjelmeland kommune i Rogaland fylke i Norge. De nordvestlige dele af fjorden ligger også i Finnøy kommune. Fjorden ligger mellem Ombo i vest, som fjorden er opkaldt efter, og Jøsneset på fastlandet i øst.
Det nordlige indløb ligger mellem Røykjanes på Ombo og Hårsteinen på Jøsneset. Herfra går fjorden 5,5 kilometer mod syd til Hjelmelandsfjorden mellem Skibaviga i vest og Nesvik i øst. Mellem Ombo og Nesvik er der færgeforbindelse. 
Lige nord for det nordlige indløb ligger indløb til Erfjorden i øst.